# 小谷場信号所
小谷場信号所（こやばしんごうじょ）は、かつて埼玉県北足立郡芝村大字小谷場（現川口市）にあった鉄道省東北本線の信号場である。
線路名称上は東北本線だが、今日の京浜東北線と呼称される線路上にあった。

## 歴史
- 1918年（大正7年）5月15日：開業
- 1921年（大正10年）10月1日：廃止

## 隣の駅
鉄道省
東北本線
蕨駅 - 小谷場信号所 - (南浦和駅) - 浦和駅
- 当信号所存在時に南浦和駅は未開業である[1]。